# João Calisto Lobo
João Calisto Lobo (Floriano, 27 de abril de 1927 — Teresina, 3 de dezembro de 2013) foi um engenheiro civil e político brasileiro que foi deputado estadual por cinco mandatos e exerceu um mandato de senador pelo Piauí.

## Dados biográficos
Filho de Calisto Lobo e Carmem Lobo. Graduado em Engenharia Civil pela Universidade Federal do Rio de Janeiro, ingressou na política pela UDN aportando depois na ARENA e por essas legendas foi eleito deputado estadual em 1962, 1966, 1970, 1974 e 1978. Em seus vinte anos na Assembleia Legislativa do Piauí liderou as respectivas bancadas e no primeiro governo Alberto Silva (1971-1975) foi líder do governo e vice-presidente do legislativo, cujo comando cabia ao vice-governador do estado.
Findo o bipartidarismo imposto pelo Ato Institucional Número Dois outorgado pelo Regime Militar de 1964 ingressou no PMDB, entretanto com a incorporação do antigo PP à legenda de Ulysses Guimarães em 20 de dezembro de 1981, João Lobo seguiu rumo ao PDS.
Candidato a senador em 1982 dividiu essa condição com dois companheiros de partido graças às sublegendas: o senador Bernardino Viana e o deputado federal João Clímaco d'Almeida. Segundo as regras vigentes seria eleito o mais votado dentre os que figuravam no partido político que recebesse o maior número de sufrágios, e assim como o trio do PDS superou os candidatos do PMDB (Chagas Rodrigues, Francílio Almeida e Walmor Carvalho) por mais de 150 mil votos e João Lobo assegurou o mandato ao obter primeiro lugar em sua legenda tendo seus companheiros de partido como suplentes.
Eleitor de Paulo Maluf no Colégio Eleitoral em 1985, não hesitou em ingressar no PFL e por essa legenda obteve uma suplência de deputado federal em 1990. Retornou à vida pública no governo Mão Santa onde foi presidente da Companhia Energética do Piauí (CEPISA), o último antes que o governo federal assumisse a administração da empresa em 1997, e diretor-geral do Departamento Estadual de Trânsito (DETRAN). Seu derradeiro cargo público foi o de secretário de Obras e Serviços Públicos no segundo governo Hugo Napoleão
Seu sobrinho, Calisto Lobo Matos, foi eleito segundo suplente do senador Hugo Napoleão em 1986.